# Alberto Ciampini
José Alberto Ciampini (nacido el 7 de noviembre de 1953 en Quilmes, provincia de Buenos Aires, Argentina) es arquitecto, egresado de la Universidad Nacional de La Plata en el año 1978. Entre el año 2011 y el 2019 se desempeñó como diputado nacional del bloque del Frente para la Victoria por la Provincia de Neuquén. En el año 2015 fue candidato a vicegobernador por el Frente para la Victoria en dicha provincia. En las legislativas de octubre resultó reelecto en su banca como primer diputado. Desde al año 2016 se desempeña como presidente de la Comisión de Discapacidad de la HCDN. En paralelo, integra las comisiones de Relaciones Exteriores y Culto, Recursos Naturales, Finanzas, Economías regionales y Población. 

## Actividad Pública Previa[1]
- Concejal, Neuquén (1991-1995)
- Director de Inversiones y Programas, Unidad Ejecutora Provincial (1996-2002)
- Secretario de Obras Públicas, Cinco Saltos (1989-1991)
- Director Ejecutivo - Representante del Estado Nacional, Autoridad Internacional de cuencas, Argentina (2003-2011)
- Congresal Provincial, Partido Justicialista (2003-2012)
- Diputado Nacional, Frente para la Victoria (2011-2015)